# WWE Main Event
WWE Main Event là một chương trình truyền hình đấu vật chuyên nghiệp được sản xuất bởi WWE mà ban đầu được phát sóng trên Ion TV ở Hoa Kỳ, sau đó là WWE Network, hiện đang phát sóng trên Hulu Plus. Chương trình ra mắt vào ngày 3 tháng 10 năm 2012 và kết thúc phát sóng trong nước vào ngày 02 tháng 4 năm 2014. Sau khi truyền hình trong nước chính thức phát sóng, chương trình chuyển sang truyền hình Internet.